# Mark Phillips (político)
Mark Anthony Phillips (Georgetown, 5 de octubre de 1961) es un político y oficial militar retirado guyanés que se desempeña como primer ministro de Guyana bajo la presidencia del  Irfaan Ali desde el 2 de agosto de 2020. Graduado de la Real Academia Militar de Sandhurst en septiembre de 1981, se desempeñó como Jefe de la Fuerza de Defensa de Guyana de 2013 a 2016.
Phillips tiene una Licenciatura en Ciencias Sociales en Gestión Pública de la Universidad de Guyana y una Maestría en Ciencias en Gestión del Sector Público de la Pontificia Universidad Católica Madre y Maestra. También estudió en el Colegio Interamericano de Defensa en Washington D. C. y en el Colegio de Estado Mayor y Comando del Ejército de los Estados Unidos (CGSC) en Fort Leavenworth, Kansas.

## Biografía

### Primeros años y educación
Mark Phillips nació el 5 de octubre de 1961 en el Hospital Público de Cooperación de Georgetown (GPHC) como hijo de Medford Phillips y Cynthia Alexander.A los 5 años, sus padres se mudaron a Christianburg, Linden, donde su padre trabajó como albañil y en la industria de la bauxita. Su madre murió cuando él tenía 7 años, por lo que fue, junto a sus hermanos, criado por su padre.
Phillips asistió a la escuela primaria de Christianburg, luego a la escuela secundaria de Christianburg-Wismar, también conocida como la escuela multilateral, donde completó con éxito el Examen de Certificado General (GCE) y el Certificado de Educación Secundaria del Caribe (CSEC). Primero trabajó como profesor de actuación en la Linden Foundation School y luego como analista de laboratorio en los laboratorios de bauxita y alúmina de GUYMINE en 1980.

### Carrera militar
En diciembre de 1980, se unió a la Fuerza de Defensa de Guyana como oficial cadete y viajó al Reino Unido para recibir entrenamiento militar en el Curso Estándar para Oficiales Militares Número 26, en la prestigiosa Real Academia Militar de Sandhurst. Formado en Brasil, se desempeñó como oficial de las fuerzas especiales y es un consumado paracaidista y maestro de salto. A partir de entonces, ocupó cargos en los niveles táctico y operativo de la Fuerza de Defensa de Guyana y se retiró como Brigadier y Jefe de Estado Mayor en octubre de 2016 después de haber servido durante más de 36 años. Recibió la Military Service Star (MSS), el premio militar nacional más alto de Guyana.
Durante su tiempo en la Fuerza de Defensa de Guyana, el Brigadier Phillips obtuvo una Maestría en Ciencias en Gestión Pública de la Pontificia Universidad Católica Madre y Maestra en la República Dominicana y, por extensión, domina el español. Tiene dos diplomas de posgrado, uno en Estudios Avanzados de Defensa y Seguridad del Colegio Interamericano de Defensa en Washington D. C., y otro en Estudios de Defensa, del Colegio de Comando y Estado Mayor del Ejército de los Estados Unidos (CGSC) en Fort Leavenworth, Kansas. Asimismo obtuvo una Licenciatura en Ciencias Sociales en Gestión Pública de la Universidad de Guyana.
El brigadier Phillips ha estado al mando en todos los niveles de la Fuerza de Defensa de Guyana. Antes de ser nombrado inspector general en 2011, se desempeñó como coronel de Administración y Acuartelamiento y coronel del Estado Mayor. Phillips también ha sido jefe de Delegación de Guyana ante la Junta Interamericana de Defensa de 2008 a 2009, y fue agregado militar no residente de Guyana en Venezuela. Fue ascendido al rango de Brigadier en 2013 por el entonces presidente Donald Ramotar, antes de tomar el mando de la Fuerza. En septiembre de 2013 fue nombrado Jefe de Estado Mayor de la Fuerza de Defensa de Guyana, ocupando ese cargo hasta su retiro en octubre de 2016.
Inmediatamente después de su retiro en octubre de 2016, Phillips fue incluido en el Salón de la Fama Internacional de la Escuela de Comando y Estado Mayor del Ejército de los Estados Unidos (CGSC) en Kansas.

## Trayectoria política
Phillips fue elegido por fue elegido compañero de fórmula de Irfaan Ali candidato presidencial del Partido Progresista del Pueblo/Cívico (PPP/C).
Después de cinco meses de estancamiento político, el Partido Progresista Popular/Cívico fue declarado ganador de las elecciones generales y regionales de 2020. El 2 de agosto, Irfaan Ali prestó juramento como el noveno presidente de la República Cooperativa de Guyana, y en su primer acto como Jefe de Estado, designó al brigadier Mark Phillips como el noveno primer ministro de Guyana. Se le fue encargado la administración del sector energético, la Comisión de Defensa Civil (CDC) y el sector de la información. Asimismo, ocupa una banca en la Junta de Defensa de Guyana.